# NGC 3855
NGC 3855 = IC 2953 ist eine Balken-Spiralgalaxie vom Hubble-Typ SBb im Großen Bär am Nordsternhimmel. Sie ist schätzungsweise 416 Millionen Lichtjahre von der Milchstraße entfernt.
Das Objekt wurde am 8. Mai 1864 vom deutsch-dänischen Astronomen Heinrich d’Arrest entdeckt.